# Sahutivka, Koriukivka
Sahutivka (în ucraineană Сахутівка) este un sat în comuna Tiutiunnîțea din raionul Koriukivka, regiunea Cernihiv, Ucraina.

## Demografie
Componența lingvistică a localității Sahutivka
     Ucraineană (96,65%)
     Rusă (2,87%)
     Alte limbi (0,24%)
Conform recensământului din 2001, majoritatea populației localității Sahutivka era vorbitoare de ucraineană (96,65%), existând în minoritate și vorbitori de rusă (2,87%).